# Al'bert Sarkisovič Mkrtčjan
Al'bert Sarkisovič Mkrtčjan (Erevan, 8 agosto 1926 – Mosca, 20 febbraio 2007) è stato un regista sovietico.

## Filmografia parziale

### Regista
- Opekun (1970)
- Zemlja Sannikova (1973)
- Lekarstvo protiv stracha (1978)
- Zakonnyj brak (1985)